# مونرا (مکان)

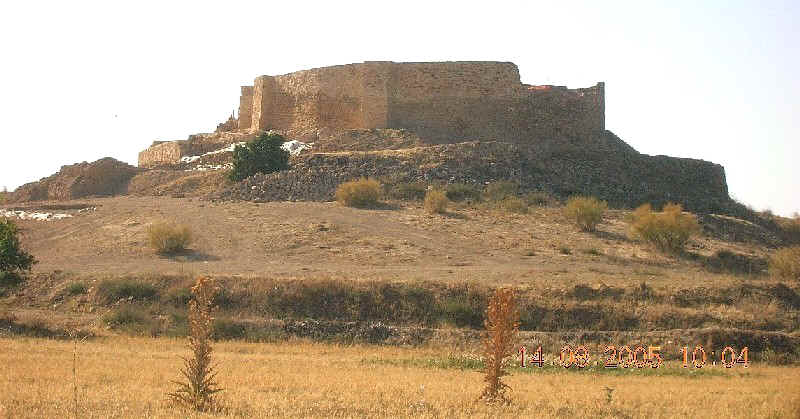
نمایی از یک قلعهٔ باستانی در دهستان مونرا، استان آلباسته - ۲۰۰۷

مونرا دهستانی در استان آلباستهٔ اسپانیا است.
در این دهستان ۳۹۷۴ نفر زندگی می‌کنند. مساحت این دهستان ۲۲۹٫۵۴ کیلومتر مربع است.